# Felix Latzke
Felix Latzke (Bécs, 1942. február 1. –) osztrák labdarúgó, edző, szövetségi kapitány.

## Pályafutása
1964 és 1966 között az Admira Energie labdarúgója volt.
1974 és 1976 között a LASK Linz, 1977–78-ban a VÖEST Linz, 1979 és 1983 között az Admira / Wacker vezetőedzője volt. Közben az 1982-es spanyolországi világbajnokságon az osztrák válogatott szövetségi kapitánya volt Georg Schmidttel közösen, miután az osztrák szövetség nem tudott megállapodni Ernst Happellel.
1984–85-ben az Eisenstadt, 1985 és 1987 között a Wacker Innsbruck, 1987–88-ban a nyugatnémet Waldhof Mannheim vezetőedzője volt. 1989–90-ben a VfB Mödling, 1990–91-ben a First Vienna, 1991–92-ben a Vorwärts Steyr, 1992–93-ban Stahl Linz szakmai munkáját irányította. 1997-ben a Wiener SC, 2001–02-ben az Ostbahn XI, 2004–05-ben az SC Neudörfl, 2006-ban ismét az Eisenstadtnál tevékenykedett edzőként.